# Gunnar Höckert
Gunnar Mikael Höckert (12 février 1910 - 11 février 1940) est un athlète finlandais. Aux Jeux olympiques d'été de 1936 à Berlin, il a remporté le 5000 m. Issu d'une famille aisée de la minorité suédoise, Höckert n'a véritablement connu qu'une bonne saison, 1936.
Aux Jeux olympiques d'été de 1936, il s'aligna sur 5000 m. La course emmenée par l'américain Don Lash partit sur un rythme élevé. Après deux kilomètres, la course se développa comme un duel entre Höckert et Lauri Lehtinen, le tenant du titre et recordman du monde. Dans le dernier tour, Höckert put surpasser son compatriote pour gagner le titre avec la meilleure performance mondiale de l'année et le record olympique.
Le 16 septembre de la même année, à Stockholm, Höckert a battu le record du monde du 3000 m. Une semaine plus tard, sur la même piste, il établit un nouveau record du monde du 2 miles. Puis encore une semaine plus tard, cette fois-ci à Malmö, il égala le record du monde de Jules Ladoumègue sur 2000m.
Le reste de sa carrière fut moins remarquable car il souffrait de rhumatisme. Il ne retrouva jamais son niveau de 1936. Au début de la Seconde Guerre mondiale, il se porta volontaire dans les rangs de l'armée finlandaise et partit se battre contre l'Union soviétique lors de la Guerre d'Hiver. Le sous-lieutenant de réserve Gunnar Höckert fut tué en Carélie la veille de son trentième anniversaire.

## Palmarès

### Jeux olympiques
- Jeux olympiques 1936 à Berlin ( Allemagne)
  -  Médaille d'or sur 5000 m